# Товариш (журнал)
«Товариш» — літературно-науковий журнал революційно-демократичного напряму.
Заснований групою львівських студентів в 1888 році. До редакції, крім студентів, входили Іван Франко, Остап Терлецький, Михайло Павлик.
Перший і останній номер часопису «Товариш» побачив світ 24 липня 1888 року. Він виходив за підписом відповідального редактора С. Козловського, та був підготовлений І. Франком, де з'явилися його соціально-викривальне оповідання «Домашній промисл» і памфлет «Наша публіка», вірш «На Вкраіні» Михайла Старицького, записка Тараса Шевченка до Олександра Герцена, гостро критична рецензія Михайла Драгоманова на брошуру О. Стодольського (Олександр Кониський) «Етнографія Слов'янщини» тощо.